# Urshults IF
Urshults IF, UIF, är en idrottsförening i Urshult i Tingsryds kommun i Småland. Den bildades 1927.

## Bildandet och de inledande åren
Urshults IF bildades den 20 augusti 1927 på ett konstituerande möte på Svenska fruktföreningens kontor under ordförandeskap av Knut R. Stanler.
Den 12 februari 1928 antog föreningen stadgar och det beslutades att klubbens färger skulle vara vita tröjor med UIF broderat i rött samt blå byxor.
Under 1929 arbetade föreningen med att få en egen idrottsplats. För att finansiera idrottsplatsen arrangerades dansaftnar samt fester och föreningen erhöll även en gåva från Svenska fruktföreningen. Den 4 augusti samma år invigdes idrottsplatsen. Samma år beslutades även att föreningen skulle anslutas till Sveriges Riksidrottsförbund.
I samband med föreningens 20-årsjubileum 1947 överlämnade Axel och Lena Wahlsteen samt Erik Stanler, kamrer vid Svenska fruktföreningen, som gåva den mark som föreningen under många år kostnadsfritt disponerat för sin fotbollsplan.